# The Dome at America's Center
The Dome at America's Center (voorheen Edward Jones Dome, ook wel The Ed of The Dome) is een American football stadion in St. Louis (Missouri). Het stadion opende zijn deuren in 1995. Vaste bespelers zijn de St. Louis Rams.